# Nightmare Creatures
Nightmare Creatures é um jogo de ação e survival horror em 3D lançado para PlayStation e Windows em 1997, e para Nintendo 64 em 1998. Foi publicado pela Activision e desenvolvido pela Kalisto Entertainment.

## História
A história começa no ano de 1666 quando um culto secreto seguidor de demônios chamado de The Brotherhood of Hecate começam a fazer experiências bizarras em Londres tentando criar um exército infernal com corpos exumados e criar um elixir que os façam ter "Super-Poderes". Um homem estava preocupado com estes experimentos e o destino que Londres poderia ter e então ele resolveu dar um fim em tudo incendiando a base do culto sem deixar uma única pista sobre os tais experimentos, porém, ele deixou as informações do culto em seu diário pessoal que 168 anos depois caiu nas mão de um cientista satânico chamado Adam Crowley. Crowley com a ajuda indireta de amigos da alta sociedade conseguiu reviver o culto The Brotherhood of Hecate e concluir os planos de criar um exército de monstros que foram interrompidos a 168 anos atrás. O ano era 1834 e o vírus criado por Crowley se tornou incontrolável, atingindo a população de Londres, Crowley então falou que se alguém interrompesse seus planos ele iria destruir toda Londres ou até mesmo o mundo, mas não demorou muito para que alguém aparecesse e acabasse de vez com o cientista maligno, é ai que entra os 2 protagonistas Ignatius e Nadia.

## Jogabilidade
Armas secundárias, como pistolas, minas, bombas de incêndio, e feitiços mágicos podem ser usados, além de arma principal de cada personagem. O jogo apresenta uma barra de adrenalina opcional que faz com que a saúde deve ser perdida se esgota, e os jogadores são forçados a procurar continuamente para fora e vencer batalhas para manter a adrenalina bar completo.

## Personagens
Ignatius é um padre, mas também é especialista em ocultismo e cultos satânicos, ele usa um bastão como sua arma contra os monstros de Crowley, ele tem um amigo imunologista nos Estados Unidos chamado Jean Franciscus, Ignatius o chama a Londres para investigar o caso e Jean parte para Londres acompanhado de sua filha Nadia Franciscus. Em meio a investigação, Jean foi assassinado e Nadia acredita que Crowley foi o responsável pelo ato. No velório de seu pai, Nadia conhece Ignatius que também acredita que Crowley foi o assassino, na ocasião, os dois recebem uma carta desconhecida que mandava eliminar Crowley e também tinha um endereço de uma igreja marcado nela, os dois vao para o endereço marcado e a partir dai a caçada ao cientista Adam Crowley começa.

## Controvérsia no Nintendo 64
Na versão do Nintendo 64, as cutscenes de Nightmare Creatures foram cortadas, não se sabe ao certo o porquê disso, algumas pessoas dizem que é por causa da censura imposta pela Nintendo por causa das cenas muito fortes de sangue e mutilações, outras pessoas dizem que é por causa da limitação gráfica do console, mas até hoje ninguém tem um resposta concreta sobre isso.